# علم نيفادا

علم ولاية نيفادا

علم حاكم ولاية نيفادا

علم نيفادا مابين 25 شباط 1905 - 22 أذار 1915

أعتمد علم ولاية نيفادا الحالي في يوم 25 تموز - يوليو من سنة 1991.

## تاريخ
العلم الأول لولاية نيفادا تم إنشاؤه من قبل الحاكم جون سباركس والعقيد هاري يوم في عام 1905. وكان يستند بقوة على الموارد الطبيعية لنيفادا من الذهب والفضة. وقد استند العلم الأزرق مباشرة إلى لون علم الولايات المتحدة. [2]
أما العلم الحالي فمصدره مسابقة تصميم أعلن عنها عام 1926. وقد خضع التصميم الفائز، من قبل لويس شيلباك الثالث، لبعض التنقيح في المجلس التشريعي للولاية، حيث كان هناك خلاف بين المجلسين على وضع كلمة «نيفادا» على العلم. تم التوصل إلى حل توفيقي، وفي عام 1929، وقع الحاكم فريد ب. بلزار قانونا يعتمد فيه العلم الجديد. ولكن في عام 1989 اكتشف باحث تشريعي أن مشروع القانون الذي أرسله الحاكم ووقعه لم يعكس بدقة الاتفاقية التشريعية لعام 1929. فالعلم الذي استخدم منذ العام 1929 حتى تم تنقيحه في عام 1991 عرض حروف كلمة «نيفادا» في دائرة كاملة حول نجم واحد، مع حرف "N" في الطرف العلوي من النجم مشيرا إلى كلمة الشمالية "North" وهو موقفها في الحرب الأهلية، وأصدر قانون صدر في عام 1991 أن كلمة «نيفادا» تظهر تحت النجمة وفوق بخاخ ساجبروش، وبالتالي إنتاج التصميم الحالي.